# Roger Hug
Pour les articles homonymes, voir Hug.
Roger Hug est un footballeur et entraîneur français, né le 27 août 1913 à Audincourt (Doubs) et mort le 22 juin 1996 à Grand-Charmont (Doubs).

## Biographie
Il fait toute sa carrière de joueur comme milieu défensif ou défenseur au FC Sochaux. Joueur dans le club franc-comtois dès 1930, il remporte de nombreux titres avant-guerre : deux championnats en 1935 et 1938, et une Coupe de France en 1937.
Il reste fidèle au FCSM pendant la guerre. Appelé en septembre 1939, il continue à jouer avec le club lors de ses permissions jusqu'à ce qu'il soit fait prisonnier pendant la débâcle de mai 1940. Libéré de captivité en 1945, il retrouve le FCSM pour préparer la saison 1945-1946.
Il fait une carrière d'entraîneur, après-guerre, et s'occupe de la réserve du club pendant de nombreuses années. Il devient plus tard, en mars 1962, en remplacement de Louis Dupal, l'entraîneur de l'équipe sochalienne. Il est démis de ses fonctions en novembre 1966.

## Palmarès de joueur
- Champion de France 1935 et 1938 avec le FC Sochaux
- Vice-champion de France 1937 avec le FC Sochaux
- Vainqueur de la Coupe de France 1937 avec le FC Sochaux
- Champion de France D2 en 1947 avec le FC Sochaux

## Palmarès d'entraîneur
- Vice-champion de France D2 en 1964 avec le FC Sochaux